# Extreme Rules (2012)
Extreme Rules (2012) — четвёртое по счёту шоу Extreme Rules, PPV-шоу производства американского рестлинг-промоушна WWE. Шоу прошло 29 апреля 2012 года в Розмонте, Иллинойс на арене «Олстейт».

## Результаты
| #                                | Поединки                                             | Тип Поединка                                                                    | Время |
| -------------------------------- | ---------------------------------------------------- | ------------------------------------------------------------------------------- | ----- |
| Pre-show                         | Сантино Марелла (с) победил Миза                     | Одиночный поединок за титул чемпиона Соединённых Штатов                         | 07:54 |
| 1                                | Рэнди Ортон победил Кейна                            | Одиночный поединок с удержанием где-угодно                                      | 16:45 |
| 2                                | Бродус Клэй победил Дольфа Зигглера (с Вики Герреро) | Одиночный поединок                                                              | 04:19 |
| 3                                | Коди Роудс победил Биг Шоу (с)                       | Одиночный поединок со столами за титул интерконтинентального чемпиона WWE       | 04:36 |
| 4                                | Шеймус (c) победил Дэниела Брайана со счетом 2:1     | Одиночный поединок до двух из трех фоллов за титул чемпиона мира в тяжелом весе | 22:58 |
| 5                                | Райбек победил Аарона Релика & Джея Хеттона          | Неравный поединок 2 на 1                                                        | 01:50 |
| 6                                | СМ Панк (c) победил Криса Джерико                    | Одиночный поединок «Чикагская уличная драка» за титул чемпиона WWE              | 25:14 |
| 7                                | Лейла победила Никки Белла (с) (с Бри Беллой)        | Одиночный поединок за титул чемпионки див                                       | 02:29 |
| 8                                | Джон Сина победил Брока Леснара                      | Одиночный поединок по экстремальным правилам                                    | 17:42 |
| (c) – чемпион на момент поединка |                                                      |                                                                                 |       |

1. ↑  Экстремальные были определены на самом ППВ с помощью рулетки
2. ↑  Первоначально Никки должна была защищать титул от Бет Феникс